# Callicostella virens
Callicostella virens är en bladmossart som beskrevs av Ferdinand François Gabriel Renauld och Jules Cardot 1905. Callicostella virens ingår i släktet Callicostella och familjen Hookeriaceae. Inga underarter finns listade i Catalogue of Life.